# Them Crooked Vultures (album)
Them Crooked Vultures is het debuutalbum van de gelijknamige supergroep bestaande uit Josh Homme (Queens of the Stone Age, Eagles of Death Metal, Kyuss) op gitaar en zang, Dave Grohl (Foo Fighters, Nirvana) op drums en John Paul Jones (Led Zeppelin) op basgitaar en keyboard.. Het is in België en Nederland op 16 november 2009 uitgekomen.
Het was op 9 november 2009 al gelanceerd via de YouTube-pagina van de band.

## Nummers
1. "No One Loves Me & Neither Do I" - 5:10
2. "Mind Eraser, No Chaser" - 4:07
3. "New Fang" - 3:49
4. "Dead End Friends" - 3:15
5. "Elephants" - 6:50
6. "Scumbag Blues" - 4:26
7. "Bandoliers" - 5:42
8. "Reptiles" - 4:16
9. "Interlude with Ludes" - 3:45
10. "Warsaw or the First Breath You Take After You Give Up" - 7:50
11. "Caligulove" - 4:55
12. "Gunman" - 4:45
13. "Spinning in Daffodils" - 7:28

## Bezetting
Them Crooked Vultures
- Josh Homme  - zang, gitaar, productie
- John Paul Jones  - basgitaar, keyboard, piano, achtergrondzang, keytar mandoline, productie
- Dave Grohl  - drums, percussie achtergrondzang, productie

Productie medewerkers
- Alan Moulder - Geluidsopname en reproductie, audio mixen
- Alain Johannes - opnamen op tracks 4, 8 and 9, achtergrondzang
- Justin Smith - opname-assistent
- Chris Kaysch - mix assistent
- Brian Gardner - Masteren
- Mike Bozzi - assistent masteren

Overige medewerkers
- Liam Lynch - Albumhoes, grafisch ontwerp
- Morning Breath - art direction

## Hitnotering
Album Top 100
| "Them Crooked Vultures" in de Nederlandse Album Top 100 -- binnen: 21-11-2009 | "Them Crooked Vultures" in de Nederlandse Album Top 100 -- binnen: 21-11-2009 | "Them Crooked Vultures" in de Nederlandse Album Top 100 -- binnen: 21-11-2009 | "Them Crooked Vultures" in de Nederlandse Album Top 100 -- binnen: 21-11-2009 | "Them Crooked Vultures" in de Nederlandse Album Top 100 -- binnen: 21-11-2009 | "Them Crooked Vultures" in de Nederlandse Album Top 100 -- binnen: 21-11-2009 | "Them Crooked Vultures" in de Nederlandse Album Top 100 -- binnen: 21-11-2009 | "Them Crooked Vultures" in de Nederlandse Album Top 100 -- binnen: 21-11-2009 | "Them Crooked Vultures" in de Nederlandse Album Top 100 -- binnen: 21-11-2009 | "Them Crooked Vultures" in de Nederlandse Album Top 100 -- binnen: 21-11-2009 | "Them Crooked Vultures" in de Nederlandse Album Top 100 -- binnen: 21-11-2009 | "Them Crooked Vultures" in de Nederlandse Album Top 100 -- binnen: 21-11-2009 | "Them Crooked Vultures" in de Nederlandse Album Top 100 -- binnen: 21-11-2009 | "Them Crooked Vultures" in de Nederlandse Album Top 100 -- binnen: 21-11-2009 | "Them Crooked Vultures" in de Nederlandse Album Top 100 -- binnen: 21-11-2009 | "Them Crooked Vultures" in de Nederlandse Album Top 100 -- binnen: 21-11-2009 | "Them Crooked Vultures" in de Nederlandse Album Top 100 -- binnen: 21-11-2009 | "Them Crooked Vultures" in de Nederlandse Album Top 100 -- binnen: 21-11-2009 | "Them Crooked Vultures" in de Nederlandse Album Top 100 -- binnen: 21-11-2009 | "Them Crooked Vultures" in de Nederlandse Album Top 100 -- binnen: 21-11-2009 | "Them Crooked Vultures" in de Nederlandse Album Top 100 -- binnen: 21-11-2009 | "Them Crooked Vultures" in de Nederlandse Album Top 100 -- binnen: 21-11-2009 | "Them Crooked Vultures" in de Nederlandse Album Top 100 -- binnen: 21-11-2009 | "Them Crooked Vultures" in de Nederlandse Album Top 100 -- binnen: 21-11-2009 | "Them Crooked Vultures" in de Nederlandse Album Top 100 -- binnen: 21-11-2009 | "Them Crooked Vultures" in de Nederlandse Album Top 100 -- binnen: 21-11-2009 | "Them Crooked Vultures" in de Nederlandse Album Top 100 -- binnen: 21-11-2009 | "Them Crooked Vultures" in de Nederlandse Album Top 100 -- binnen: 21-11-2009 | "Them Crooked Vultures" in de Nederlandse Album Top 100 -- binnen: 21-11-2009 | "Them Crooked Vultures" in de Nederlandse Album Top 100 -- binnen: 21-11-2009 | "Them Crooked Vultures" in de Nederlandse Album Top 100 -- binnen: 21-11-2009 | "Them Crooked Vultures" in de Nederlandse Album Top 100 -- binnen: 21-11-2009 | "Them Crooked Vultures" in de Nederlandse Album Top 100 -- binnen: 21-11-2009 | "Them Crooked Vultures" in de Nederlandse Album Top 100 -- binnen: 21-11-2009 | "Them Crooked Vultures" in de Nederlandse Album Top 100 -- binnen: 21-11-2009 | "Them Crooked Vultures" in de Nederlandse Album Top 100 -- binnen: 21-11-2009 | "Them Crooked Vultures" in de Nederlandse Album Top 100 -- binnen: 21-11-2009 | "Them Crooked Vultures" in de Nederlandse Album Top 100 -- binnen: 21-11-2009 | "Them Crooked Vultures" in de Nederlandse Album Top 100 -- binnen: 21-11-2009 | "Them Crooked Vultures" in de Nederlandse Album Top 100 -- binnen: 21-11-2009 | "Them Crooked Vultures" in de Nederlandse Album Top 100 -- binnen: 21-11-2009 | "Them Crooked Vultures" in de Nederlandse Album Top 100 -- binnen: 21-11-2009 | "Them Crooked Vultures" in de Nederlandse Album Top 100 -- binnen: 21-11-2009 |
| Week                                                                          | 1                                                                             | 2                                                                             | 3                                                                             | 4                                                                             | 5                                                                             | 6                                                                             | 7                                                                             | 8                                                                             | 9                                                                             | 10                                                                            | 11                                                                            | 12                                                                            | 13                                                                            | 14                                                                            | 15                                                                            | 16                                                                            | 17                                                                            | 18                                                                            | 19                                                                            | 20                                                                            | 21                                                                            | 22                                                                            | 23                                                                            | 24                                                                            | 25                                                                            | 26                                                                            | 27                                                                            | 28                                                                            | 29                                                                            | 30                                                                            | 31                                                                            | 32                                                                            | 33                                                                            | 34                                                                            | 35                                                                            | 36                                                                            | 37                                                                            | 38                                                                            | 39                                                                            | 40                                                                            | 41                                                                            |                                                                               |
| ----------------------------------------------------------------------------- | ----------------------------------------------------------------------------- | ----------------------------------------------------------------------------- | ----------------------------------------------------------------------------- | ----------------------------------------------------------------------------- | ----------------------------------------------------------------------------- | ----------------------------------------------------------------------------- | ----------------------------------------------------------------------------- | ----------------------------------------------------------------------------- | ----------------------------------------------------------------------------- | ----------------------------------------------------------------------------- | ----------------------------------------------------------------------------- | ----------------------------------------------------------------------------- | ----------------------------------------------------------------------------- | ----------------------------------------------------------------------------- | ----------------------------------------------------------------------------- | ----------------------------------------------------------------------------- | ----------------------------------------------------------------------------- | ----------------------------------------------------------------------------- | ----------------------------------------------------------------------------- | ----------------------------------------------------------------------------- | ----------------------------------------------------------------------------- | ----------------------------------------------------------------------------- | ----------------------------------------------------------------------------- | ----------------------------------------------------------------------------- | ----------------------------------------------------------------------------- | ----------------------------------------------------------------------------- | ----------------------------------------------------------------------------- | ----------------------------------------------------------------------------- | ----------------------------------------------------------------------------- | ----------------------------------------------------------------------------- | ----------------------------------------------------------------------------- | ----------------------------------------------------------------------------- | ----------------------------------------------------------------------------- | ----------------------------------------------------------------------------- | ----------------------------------------------------------------------------- | ----------------------------------------------------------------------------- | ----------------------------------------------------------------------------- | ----------------------------------------------------------------------------- | ----------------------------------------------------------------------------- | ----------------------------------------------------------------------------- | ----------------------------------------------------------------------------- | ----------------------------------------------------------------------------- |
| Nummer                                                                        | 9                                                                             | 14                                                                            | 34                                                                            | 41                                                                            | 50                                                                            | 55                                                                            | 49                                                                            | 34                                                                            | 54                                                                            | 56                                                                            | 60                                                                            | 60                                                                            | 69                                                                            | 64                                                                            | 41                                                                            | 38                                                                            | 37                                                                            | 47                                                                            | 51                                                                            | 65                                                                            | 70                                                                            | 79                                                                            | 71                                                                            | 94                                                                            | 92                                                                            | 93                                                                            | 75                                                                            | 94                                                                            | 76                                                                            | 80                                                                            | 41                                                                            | 98                                                                            | 88                                                                            | 73                                                                            | 87                                                                            | 87                                                                            | 88                                                                            | 81                                                                            | 95                                                                            | 90                                                                            | 96                                                                            | uit                                                                           |

Ultratop 100
| "Them Crooked Vultures" in de Vlaamse Ultratop 100 -- binnen: 21-11-2009 | "Them Crooked Vultures" in de Vlaamse Ultratop 100 -- binnen: 21-11-2009 | "Them Crooked Vultures" in de Vlaamse Ultratop 100 -- binnen: 21-11-2009 | "Them Crooked Vultures" in de Vlaamse Ultratop 100 -- binnen: 21-11-2009 | "Them Crooked Vultures" in de Vlaamse Ultratop 100 -- binnen: 21-11-2009 | "Them Crooked Vultures" in de Vlaamse Ultratop 100 -- binnen: 21-11-2009 | "Them Crooked Vultures" in de Vlaamse Ultratop 100 -- binnen: 21-11-2009 | "Them Crooked Vultures" in de Vlaamse Ultratop 100 -- binnen: 21-11-2009 | "Them Crooked Vultures" in de Vlaamse Ultratop 100 -- binnen: 21-11-2009 | "Them Crooked Vultures" in de Vlaamse Ultratop 100 -- binnen: 21-11-2009 | "Them Crooked Vultures" in de Vlaamse Ultratop 100 -- binnen: 21-11-2009 | "Them Crooked Vultures" in de Vlaamse Ultratop 100 -- binnen: 21-11-2009 | "Them Crooked Vultures" in de Vlaamse Ultratop 100 -- binnen: 21-11-2009 | "Them Crooked Vultures" in de Vlaamse Ultratop 100 -- binnen: 21-11-2009 | "Them Crooked Vultures" in de Vlaamse Ultratop 100 -- binnen: 21-11-2009 | "Them Crooked Vultures" in de Vlaamse Ultratop 100 -- binnen: 21-11-2009 | "Them Crooked Vultures" in de Vlaamse Ultratop 100 -- binnen: 21-11-2009 | "Them Crooked Vultures" in de Vlaamse Ultratop 100 -- binnen: 21-11-2009 | "Them Crooked Vultures" in de Vlaamse Ultratop 100 -- binnen: 21-11-2009 | "Them Crooked Vultures" in de Vlaamse Ultratop 100 -- binnen: 21-11-2009 | "Them Crooked Vultures" in de Vlaamse Ultratop 100 -- binnen: 21-11-2009 | "Them Crooked Vultures" in de Vlaamse Ultratop 100 -- binnen: 21-11-2009 | "Them Crooked Vultures" in de Vlaamse Ultratop 100 -- binnen: 21-11-2009 | "Them Crooked Vultures" in de Vlaamse Ultratop 100 -- binnen: 21-11-2009 | "Them Crooked Vultures" in de Vlaamse Ultratop 100 -- binnen: 21-11-2009 | "Them Crooked Vultures" in de Vlaamse Ultratop 100 -- binnen: 21-11-2009 | "Them Crooked Vultures" in de Vlaamse Ultratop 100 -- binnen: 21-11-2009 | "Them Crooked Vultures" in de Vlaamse Ultratop 100 -- binnen: 21-11-2009 | "Them Crooked Vultures" in de Vlaamse Ultratop 100 -- binnen: 21-11-2009 | "Them Crooked Vultures" in de Vlaamse Ultratop 100 -- binnen: 21-11-2009 | "Them Crooked Vultures" in de Vlaamse Ultratop 100 -- binnen: 21-11-2009 | "Them Crooked Vultures" in de Vlaamse Ultratop 100 -- binnen: 21-11-2009 | "Them Crooked Vultures" in de Vlaamse Ultratop 100 -- binnen: 21-11-2009 | "Them Crooked Vultures" in de Vlaamse Ultratop 100 -- binnen: 21-11-2009 | "Them Crooked Vultures" in de Vlaamse Ultratop 100 -- binnen: 21-11-2009 | "Them Crooked Vultures" in de Vlaamse Ultratop 100 -- binnen: 21-11-2009 | "Them Crooked Vultures" in de Vlaamse Ultratop 100 -- binnen: 21-11-2009 | "Them Crooked Vultures" in de Vlaamse Ultratop 100 -- binnen: 21-11-2009 | "Them Crooked Vultures" in de Vlaamse Ultratop 100 -- binnen: 21-11-2009 | "Them Crooked Vultures" in de Vlaamse Ultratop 100 -- binnen: 21-11-2009 | "Them Crooked Vultures" in de Vlaamse Ultratop 100 -- binnen: 21-11-2009 | "Them Crooked Vultures" in de Vlaamse Ultratop 100 -- binnen: 21-11-2009 | "Them Crooked Vultures" in de Vlaamse Ultratop 100 -- binnen: 21-11-2009 |
| Week                                                                     | 1                                                                        | 2                                                                        | 3                                                                        | 4                                                                        | 5                                                                        | 6                                                                        | 7                                                                        | 8                                                                        | 9                                                                        | 10                                                                       | 11                                                                       | 12                                                                       | 13                                                                       | 14                                                                       | 15                                                                       | 16                                                                       | 17                                                                       | 18                                                                       | 19                                                                       | 20                                                                       | 21                                                                       | 22                                                                       | 23                                                                       | 24                                                                       | 25                                                                       | 26                                                                       | 27                                                                       | 28                                                                       | 29                                                                       | 30                                                                       | 31                                                                       | 32                                                                       | 33                                                                       | 34                                                                       | 35                                                                       | 36                                                                       | 37                                                                       | 38                                                                       | 39                                                                       | 40                                                                       | 41                                                                       | 42                                                                       |
| ------------------------------------------------------------------------ | ------------------------------------------------------------------------ | ------------------------------------------------------------------------ | ------------------------------------------------------------------------ | ------------------------------------------------------------------------ | ------------------------------------------------------------------------ | ------------------------------------------------------------------------ | ------------------------------------------------------------------------ | ------------------------------------------------------------------------ | ------------------------------------------------------------------------ | ------------------------------------------------------------------------ | ------------------------------------------------------------------------ | ------------------------------------------------------------------------ | ------------------------------------------------------------------------ | ------------------------------------------------------------------------ | ------------------------------------------------------------------------ | ------------------------------------------------------------------------ | ------------------------------------------------------------------------ | ------------------------------------------------------------------------ | ------------------------------------------------------------------------ | ------------------------------------------------------------------------ | ------------------------------------------------------------------------ | ------------------------------------------------------------------------ | ------------------------------------------------------------------------ | ------------------------------------------------------------------------ | ------------------------------------------------------------------------ | ------------------------------------------------------------------------ | ------------------------------------------------------------------------ | ------------------------------------------------------------------------ | ------------------------------------------------------------------------ | ------------------------------------------------------------------------ | ------------------------------------------------------------------------ | ------------------------------------------------------------------------ | ------------------------------------------------------------------------ | ------------------------------------------------------------------------ | ------------------------------------------------------------------------ | ------------------------------------------------------------------------ | ------------------------------------------------------------------------ | ------------------------------------------------------------------------ | ------------------------------------------------------------------------ | ------------------------------------------------------------------------ | ------------------------------------------------------------------------ | ------------------------------------------------------------------------ |
| Nummer                                                                   | 26                                                                       | 5                                                                        | 10                                                                       | 25                                                                       | 36                                                                       | 37                                                                       | 39                                                                       | 44                                                                       | 38                                                                       | 38                                                                       | 45                                                                       | 47                                                                       | 65                                                                       | 53                                                                       | 44                                                                       | 36                                                                       | 31                                                                       | 31                                                                       | 38                                                                       | 47                                                                       | 56                                                                       | 57                                                                       | 46                                                                       | 62                                                                       | 81                                                                       | 77                                                                       | 77                                                                       | 100                                                                      | uit                                                                      | 98                                                                       | 62                                                                       | 81                                                                       | 62                                                                       | 58                                                                       | 22                                                                       | 41                                                                       | 51                                                                       | 47                                                                       | 61                                                                       | 64                                                                       | 55                                                                       | 68                                                                       |